# Marcílio França Castro
Marcílio França Castro (Belo Horizonte, 20/05/1967) é um escritor brasileiro.
Mestre em Teoria da Literatura pela UFMG, é funcionário da Assembleia Legislativa de Minas Gerais.
Logo depois de publicar seu livro de estreia, A Casa dos Outros, recebeu uma bolsa de criação literária da Funarte para escrever sua segunda coletânea de contos. Breve Cartografia de Lugares sem Nenhum Interesse, publicado em 2011, ganhou em 2012 o Prêmio Clarice Lispector.

## Obras
- 2009 - A Casa dos Outros (7Letras) - Contos
- 2011 - Breve Cartografia de Lugares sem Nenhum Interesse (7Letras) - Contos
- 2016 - Histórias Naturais (Companhia das Letras) - Ficções
- 2025 - O Último dos Copistas (Companhia das Letras) - Romance

## Publicações em Revistas
- 1999 - A Virtualidade do Sentido em machado de Assis - Revista do Centro de Estudos Portugueses (UFMG)
- 2008 - Ficções de Segunda Mão: Notas Sobre o Manuscrito - Revista do Centro de Estudos Portugueses (UFMG)
- 2014 - Aprendizado do Jogo - Revista Em Tese / Reproduzido no Ludopédio
- 2016 - Afetos Revisitados - Revista Rascunho (Entrevista)
- 2017 - Acontecimento em Alto-mar - Revista Rascunho (Ficção)
- 2017 - Vinte e Uma Notas Sobre a Intimidade das Coisas - Revista Piauí
- 2020 - A Vivacidade dos Ambientes e das Coisas nos Contos de Breve Cartografia Revista Fórum de Literatura Brasileira Contemporânea (UFRJ)
- 2024 - O Último dos Copistas - Revista Piauí